# La Belle Barbara à la natte longue
Pour plus de détails, voir Fiche technique et Distribution.
La Belle Barbara à la natte longue (Варвара-краса, длинная коса, Varvara-krasa, dlinnaya kosa) est un film soviétique réalisé par Alexandre Rou, sorti en 1969,.

## Fiche technique
- Titre : La Belle Barbara à la natte longue
- Réalisation : Alexandre Rou
- Scénario : Mikhaïl Tchuprine, Alexandre Rou
- Photographie : Dmitri Sourenski
- Musique : Arkadi Filippenko
- Décors : A. Ivanchtchenko, Arseni Klopotovski
- Montage : Ksenia Blinova
- Production : Studio Gorki
- Pays : URSS
- Langue : russe
- Genre : fantasy
- Durée : 80 minutes
- Sortie : 1969

## Distribution
- Mikhaïl Pougovkine : le tsar Yeremeï
- Gueorgui Milliar : Tchudo-Yudo, une créature aquatique maléfique
- Anatoli Koubatski : Afonia, un clerc
- Aleksei Katychev : Andreï
- Sergueï Nikolaïev : le fils du tsar
- Tatiana Klioueva : Varvara
- Varvara Popova : Stepanida
- Aleksandr Khvylia : Duc de la Byk
- Lev Potiomkine : Marquis de la Kis
- Arkadi Zinman : Baron de la Svin
- Isaac Leongarov : Viconte de la Pios
- Boris Sitchkine : Groom-prestidigitateur
- Valentina Ananina : pêcheuse
- Vera Altaïskaïa : vieillarde joyeuse
- Anastasia Zouïeva : narratrice